# Barbara Radice
Barbara Radice (née à Côme  le 29 novembre 1943) est une critique, écrivaine et éditrice italienne.

## Biographie
Barbara Radice est née à Côme en 1943 et est diplômée de l'Université Catholique de Milan en 1968.  Le groupe de conception collective d'avant-garde du Groupe de Memphis a été formé lors d'un rassemblement à son domicile, à Milan en 1980, et Barbara Radice est la seule non-architecte parmi le groupe des sept membres fondateurs,,.
Elle est devenue  l'historienne et la porte-parole du groupe et a publié le livre Memphis: Research, Experiences, Results, Failures and Successes of New Design  (Rizzoli, 1984), qui a servi comme  manifeste pour la philosophie de conception et a souligné le travail des créateurs Nathalie du Pasquier, Matteo Thun, et Martine Bedin,,,. Radice a écrit de nombreux articles explorant les thèmes et les théories de ce nouveau mouvement esthétique, et a été rédactrice en chef de la conception et de l'architecture du magazine Terrazzo de 1988-1997,. Elle a été mariée au designer Ettore Sottsass, qu'elle avait rencontré en 1976 à la Biennale de Venise. Elle a publié une biographie critique sur Sottsass en 1993 et un livre de photographie en 2003.

## Publications
- (en) Memphis : research, experiences, results, failures, and successes of new design, Rizzoli, 1984, 207 p. (ISBN 0-8478-0569-7)
- (it) Ettore Sottsass, Electa, Milano, 1993
- (it) Ettore Sottsass Métaphors, avec Milco Carboni, Skira/Seuil, 2002[14]